# Łukasz Grzywacz-Świtalski

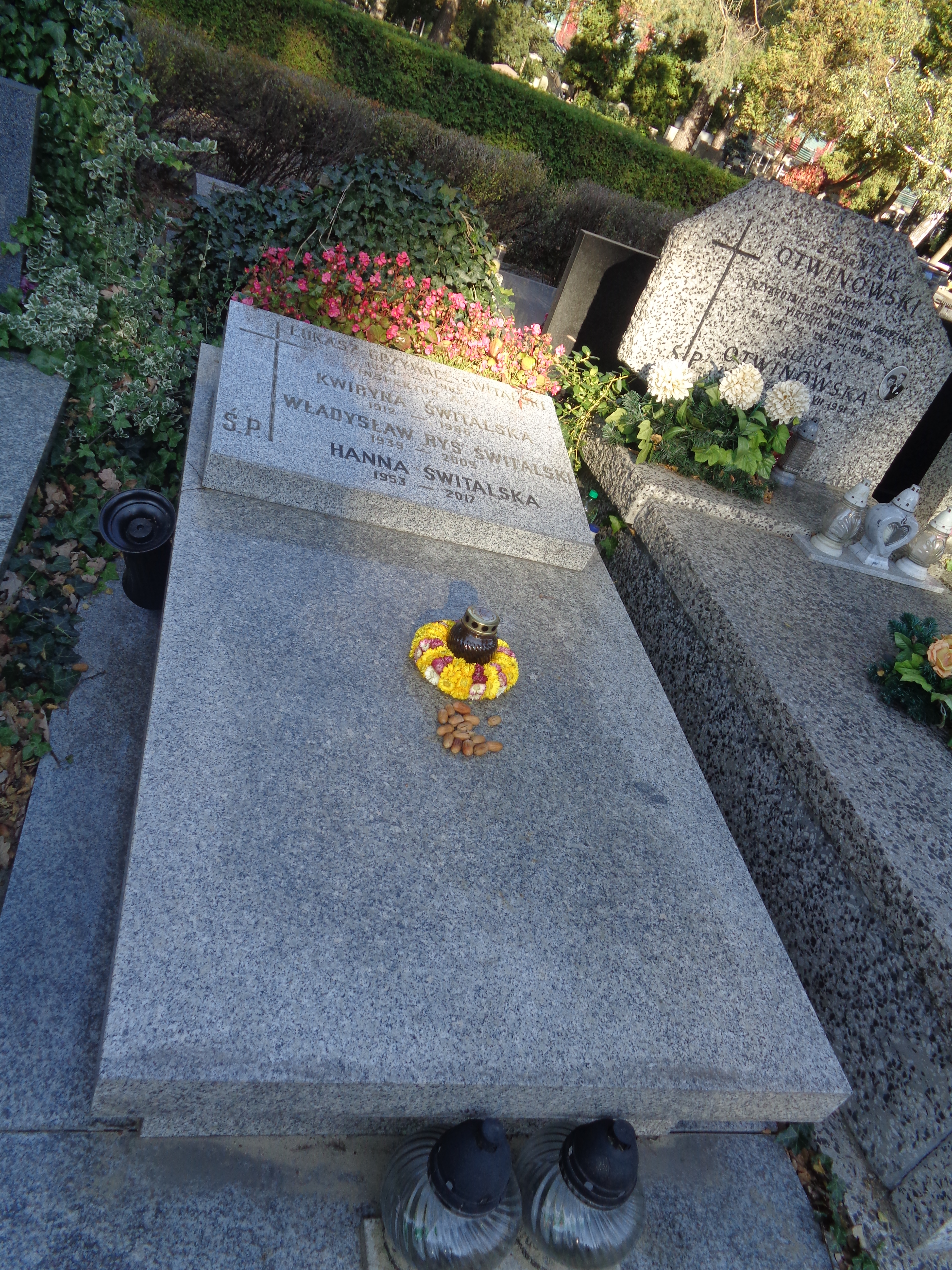
Grób Łukasza Grzywacza-Świtalskiego na cmentarzu Wojskowym na Powązkach

Łukasz Grzywacz-Świtalski, ps. „Jodła”, „Mikołaj”, „Ryszard” (ur. 24 października 1899 w Wolbromiu, zm. 21 grudnia 1985 w Warszawie) – podpułkownik piechoty, uczestnik kampanii wrześniowej, żołnierz ZWZ, AK, działacz społeczny w okresie PRL, autor książek z okresu II wojny światowej.

## Życiorys
Syn Wincentego i Marii z domu Lachowicz. W latach 1906–1915 uczył się w szkole ludowej w Moczydle. W 1915 został wcielony do armii Imperium Rosyjskiego. Służył w 5 baterii 35 Brygady Artylerii. Walczył na froncie małopolskim. Uczestniczył w walkach o Krzemieniec, Tarnopol i Przemyśl. W maju 1917 w walkach pod Krzemieńcem został ranny. Po powrocie do kraju, od 3 listopada 1918 był kapralem żandarmerii w Miechowie i Michałowicach. Brał udział w rozbrajaniu żołnierzy austriackich. W 1919 rozpoczął naukę w Gimnazjum Matematyczno-Przyrodniczym im. Św. Anny w Krakowie, którą kontynuował po przeniesieniu, w lutym 1921, do Bydgoszczy, gdzie od kwietnia 1921 do maja 1922, był kadetem w Wielkopolskiej Szkole Podchorążych Piechoty. W 1923 w Poznaniu zdał przed Komisją Kuratorium maturę. W  kwietniu 1931 został przeniesiony do 1 batalionu strzelców w Chojnicach, obejmując tam funkcję oficera materiałowego, potem dowódcy kompanii. We wrześniu 1937 został przeniesiony do 57 pp. w Poznaniu na stanowisko dowódcy batalionu. W latach 1938–1939 studiował w Wyższej Szkole Handlowej w Poznaniu. Tuż przed wybuchem II wojny światowej został zastępcą oficera mobilizacyjnego 57 pułku piechoty w Poznaniu, z którym przeszedł kampanię wrześniową. 28 września 1939 pod Tarnogrodem oddział został otoczony i wzięty do niewoli. 10 października 1939 Grzywacz-Świtalski uciekł z niewoli sowieckiej i przedostał się do Miechowa, a następnie zamieszkał u swego brata Józefa w pobliskiej miejscowości Maków. Działał w konspiracji w ZWZ i AK. Oficjalnie pracował jako urzędnik w Urzędzie Gminy Szreniawa. Po zdekonspirowaniu został przeniesiony w sierpniu w 1942 na stanowisko Komendanta Inspektoratu Rejonowego Jasło. W latach 1942–1944 pracował pod nazwiskiem Świtalski w powszechnym zakładzie Ubezpieczeń Wzajemnych. W czerwcu 1944 został przydzielony do sztabu Komendy Okręgu Kraków AK. Odmówił przejścia do Komendy Okręgu i pozostał bez przydziału do czasu rozwiązania Armii Krajowej w 1945. Wiosną 1945 z powodów zdrowotnych nie został przyjęty do 2 Armii Wojska Polskiego. Od 1945 był członkiem komórki PPS w Krakowie. Od grudnia 1945 do marca 1946 był zastępcą przewodniczącego Komisji Likwidacyjnej ds. byłego Okręgu Kraków AK. 6 listopada 1946 został zdemobilizowany. Od kwietnia 1947 był członkiem PPR, a od grudnia 1948 PZPR. W latach 1948–1949 ukończył studia w Państwowym Centralnym Studium Administracji Gospodarczej w Katowicach na kierunku studium Kontrolno-Ekonomicznym. Po przeprowadzce do Warszawy pracował jako naczelny inspektor CPN, potem inspektor w Centralnym Zarządzie Aptek. Od 1949 był dyrektorem Biura Kontroli „Centrofor”. Później pracował jako księgowy w różnych instytucjach służby zdrowia. Zaangażowany w działalność FJN i ZBOWiD. W okresie PRL publikował w Wojskowym Przeglądzie Historycznym, wydawnictwach związanych z WAP oraz PAX.   
Pochowany na Cmentarzu Wojskowym na Powązkach w Warszawie (kwatera D 4-2-6).  

## Awanse
- podporucznik – 1 maja 1922
- porucznik – 1923, ze starszeństwem z dniem 1 czerwca 1921
- kapitan – 1 stycznia 1936
- major – 1 lipca 1940
- podpułkownik – 1946 (?), ze starszeństwem z dniem 11 listopada 1942

## Ordery i odznaczenia
- Krzyż Srebrny Orderu Virtuti Militari nr 12470 (1944)
- Krzyż Walecznych
- Złoty Krzyż Zasługi z Mieczami
- Srebrny Krzyż Zasługi (17 marca 1934)[3]
- Medal Dziesięciolecia Odzyskanej Niepodległości (1939)

## Publikacje
- Łukasz Grzywacz-Świtalski: Z walk na Podkarpaciu, Warszawa 1971.